# Герб Бабынинского района
Герб муниципального образования «Бабынинский район» Калужской области Российской Федерации.
Герб утверждён Постановлением № 8 районного Собрания 7 февраля 2002 года.
Герб внесён в Государственный геральдический регистр Российской Федерации с присвоением регистрационного номера № 910.

## Описание герба
«В зелёном поле лазоревый волнистый столб, тонко окаймлённый серебром и сопровождаемый справа золотым колосом, слева — снопом того же металла».

## Символика герба
Герб муниципального образования «Бабынинский район» по своему содержанию един и гармоничен.
Фигуры герба аллегорически показывают, что Бабынинский район в основе своей является сельскохозяйственным районом, расположенном на берегах реки Выссы (лазоревый волнистый столб).
Золото — символ прочности, богатства, величия, интеллекта и прозрения.
Лазурь в геральдике — символ чести, славы, преданности, истины, красоты, добродетели и чистого неба.
Зелёный цвет поля герба символизируют природу района.
Зелёный цвет в геральдике — символ плодородия, благополучия, надежды и здоровья.

## История герба
Герб района разработан при содействии Союза геральдистов России.
Авторы герба: идея — В. Крутиков (п. Бабынино); геральдическая обработка — Константин Мочёнов (Химки); обоснование символики — Галина Туник (Москва); компьютерный дизайн — Юрий Коржик (Воронеж).